# Sønderborg Provsti
Sønderborg Provsti er et provsti i Haderslev Stift.  Provstiet ligger i Sønderborg Kommune.
Sønderborg Provsti består af 25 sogne med 27 kirker, fordelt på 20 pastorater.

## Pastorater
| Pastorater i Sønderborg Provsti | Pastorater i Sønderborg Provsti | Pastorater i Sønderborg Provsti |
| ------------------------------- | ------------------------------- | ------------------------------- |
| Augustenborg Pastorat           | Broager Pastorat                | Christians Pastorat             |
| Dybbøl Pastorat                 | Egen-Svenstrup Pastorat         | Egernsund Pastorat              |
| Gråsten-Adsbøl Pastorat         | Havnbjerg Pastorat              | Hørup Pastorat                  |
| Ketting-Asserballe Pastorat     | Kværs Pastorat                  | Lysabild-Kegnæs Pastorat        |
| Nordborg-Oksbøl Pastorat        | Notmark Pastorat                | Rinkenæs Pastorat               |
| Sankt Marie Pastorat            | Sottrup-Nybøl Pastorat          | Tandslet Pastorat               |
| Ulkebøl Pastorat                | Ullerup Pastorat                |                                 |

## Sogne
| Sogne i Sønderborg Provsti | Sogne i Sønderborg Provsti | Sogne i Sønderborg Provsti |
| -------------------------- | -------------------------- | -------------------------- |
| Asserballe Sogn            | Augustenborg Sogn          | Broager Sogn               |
| Christians Sogn            | Dybbøl Sogn                | Egen Sogn                  |
| Egernsund Sogn             | Gråsten-Adsbøl Sogn        | Havnbjerg Sogn             |
| Hørup Sogn                 | Kegnæs Sogn                | Ketting Sogn               |
| Kværs Sogn                 | Lysabild Sogn              | Nordborg Sogn              |
| Notmark Sogn               | Nybøl Sogn                 | Oksbøl Sogn                |
| Rinkenæs Sogn              | Sankt Marie Sogn           | Sottrup Sogn               |
| Svenstrup Sogn             | Tandslet Sogn              | Ulkebøl Sogn               |
| Ullerup Sogn               |                            |                            |